# Crime d'État
Un crime d'État est un crime commis par un ou des représentants élus ou désignés d'un État souverain. Il est perpétré par les moyens qui relèvent de l'autorité souveraine, comme l'administration et les forces armées. En droit, il serait imputable à l'Etat en tant que personne morale. Le caractère souverain de l'Etat n'est pas alors déterminant dans l'approche de ses crimes par le droit pénal.